# Maria Fuchs
Maria Fuchs (* 30. November 1974 oder 20. Juli 1975) ist eine deutsche Schauspielerin.

## Leben und Karriere
Maria Fuchs ist die Tochter des Schauspielers Matthias Fuchs (1939–2001) und der Kostümbildnerin Ilse Welter-Fuchs. Ihre Eltern pflegten Freundschaften mit bedeutenden Schauspielern wie Heinz Bennent und Helmut Griem. Zunächst arbeitete Fuchs nach dem Abitur als Kostümassistentin am Theater.
Nach dem Besuch eines Schauspiel-Workshops in München erhielt sie ein Engagement als Lena in Georg Büchners Bühnenstück Leonce und Lena am Altonaer Theater. Danach nahm sie zwei Jahre lang mit Workshops und in Seminaren privaten Schauspielunterricht. Fuchs spielte von 2008 bis 2024 in der ARD-Seifenoper Rote Rosen die Rolle der warmherzig-impulsiven Köchin und Restaurantbesitzerin Carla Saravakos. Bei den Immenhof-Festspielen 2009 in Malente war sie die Erzählerin.
Fuchs lebt in Hamburg-Ottensen.

## Filmografie (Auswahl)

### Kinofilme
- 1998: Kurz und schmerzlos
- 2001: Bella Martha
- 2001: Le stade de Wimbledon

### Fernsehen
- 1994: Doppelter Einsatz (Fernsehserie, Episode: Der schöne Igor)
- 1997: Die Gang (Fernsehserie, Episode: Piraten)
- 1997: Guppies zum Tee (Fernsehfilm)
- 1998: Großstadtrevier (Fernsehserie, Episode: Fehlschuß)
- 1999: Die Männer vom K3 (Fernsehserie, Episode: Harrys Pech)
- 1999: Rosa Roth (Fernsehreihe, Episode: Die Retterin)
- 2002: Der Bulle von Tölz: Mörder unter sich
- 2003: Liebe gefunden, Mann gesucht (Fernsehfilm)
- 2004: Großstadtrevier (Fernsehserie, Episode: Videomann)
- 2005: Mutter aus heiterem Himmel (Fernsehfilm)
- 2006: K3 – Kripo Hamburg (Fernsehserie, Episode: Ein anderer Mann)
- 2008–2024: Rote Rosen (Fernsehserie)
- 2009: Emmas Chatroom (Gastrolle)